# سفارة إسرائيل في النرويج
سفارة إسرائيل في النرويج هي أرفع تمثيل دبلوماسي لدولة إسرائيل لدى النرويج. تقع السفارة في وهي تهدف لتعزيز المصالح الإسرائيلية في النرويج.

## وصلات خارجية
- قائمة سفارات إسرائيل
- قائمة السفارات في النرويج